# Virna Jandiroba
Virna Carole Andrade Jandiroba (Estado de Bahía, Brasil, 30 de mayo de 1988) es una artista marcial mixta brasileña que actualmente compite en la división de peso paja de la UFC. Es una ex campeona de peso paja de Invicta Fighting Championships (Invicta). Desde el 23 de enero de 2024, es la número #5 de la clasificación de peso paja femenino de la UFC.

## Antecedentes
Comenzó a entrenar kung fu cuando era una niña. Más tarde se pasó al judo y al jiu-jitsu brasileño. Tras obtener el cinturón negro de jiu-jitsu brasileño, pasó a competir en artes marciales mixtas.

## Carrera en las artes marciales mixtas

### Carrera temprana
Comenzó su carrera profesional de MMA en 2013 y luchó principalmente en Brasil. Acumuló un récord de 11-0 antes de firmar para Invicta.

### Invicta Fighting Championships
Hizo su debut en Invicta el 8 de diciembre de 2017 en Invicta FC 26: Maia vs. Niedwiedz contra Amy Montenegro. Ganó el combate por sumisión en el primer asalto.
Estaba programada para enfrentar a Janaisa Morandin el 24 de marzo de 2018 en Invicta FC 28: Mizuki vs. Jandiroba por el Campeonato de Peso Paja de Invicta. Sin embargo, Morandin se vio obligada a retirarse debido a una infección dental y fue reemplazada por Mizuki Inoue. Ganó el combate por decisión dividida y se coronó Campeona de Peso Paja de Invicta FC.
El 1 de septiembre de 2018, hizo su primera defensa del título en Invicta FC 31: Jandiroba vs. Morandin contra Janaisa Morandin. Ganó el combate por sumisión en el segundo asalto y retuvo el Campeonato de Peso Paja de Invicta FC.

### Ultimate Fighting Championship
En su debut en la UFC, reemplazó a una lesionada Lívia Renata Souza contra Carla Esparza el 27 de abril de 2019 en UFC Fight Night: Jacaré vs. Hermansson. Perdió el combate por decisión unánime.
Aunque el combate de Esparza no fue de su agrado, ésta cree que ese combate, su primera derrota profesional, fue responsable del crecimiento y las victorias posteriores que ha conseguido en la UFC.
Se esperaba que se enfrentara a Cortney Casey el 7 de diciembre de 2019 en UFC on ESPN: Overeem vs. Rozenstruik. Sin embargo, Casey se retiró del evento por una razón no revelada y fue sustituida por Lívia Renata Souza. A su vez Souza se retiró del combate por una lesión en la espalda y fue sustituida por Mallory Martin. Ganó el combate por sumisión en el segundo asalto.
Se enfrentó a Felice Herrig el 15 de agosto de 2020 en UFC 252. Ganó el combate por sumisión en el primer asalto. Esta victoria le valió el premio a la Actuación de la Noche.
Se enfrentó a Mackenzie Dern el 12 de diciembre de 2020 en UFC 256. Perdió el combate por decisión unánime.
Se enfrentó a Kanako Murata el 19 de junio de 2021 en UFC on ESPN: The Korean Zombie vs. Ige. Ganó el combate después de que el médico detuviera el combate tras el segundo asalto debido a una dislocación del codo causada por la barra de brazo aplicada por Jandiroba.
Se enfrentó a Amanda Ribas el 30 de octubre de 2021 en UFC 267. Perdió el combate por decisión unánime.
Jandiroba enfrentó a Angela Hill el 14 de mayo de 2022 en UFC on ESPN 36. Ella ganó la pelea por decisión unánime.
Jandiroba enfrentó a Marina Rodriguez el 6 de mayo de 2023 en UFC 288. Ganó la pelea por decisión unánime.
Jandiroba estaba programada para enfrentar a Tatiana Suarez el 5 de agosto de 2023 en UFC on ESPN 50. Sin embargo, en junio se anunció que Jandiroba había sufrido una lesión que requirió cirugía de rodilla y fue reemplazada por Jéssica Andrade.
Jandiroba enfrentó a Loopy Godínez el 30 de marzo de 2024 en UFC on ESPN 54. Ella ganó la pelea por decisión unánime.
Jandiroba está programado para enfrentar a Amanda Lemos el 20 de julio de 2024 en UFC on ESPN 60.

## Campeonatos y logros

### Artes marciales mixtas
- Ultimate Fighting Championship
  - Actuación de la Noche (una vez) vs. Felice Herrig.[25]
- Invicta Fighting Championships
  - Campeonato de Peso Paja de Invicta Fighting Championships
    - Una defensa titular (vs. Janaisa Morandin)[13][15]

  - Actuación de la Noche (dos veces) vs. Amy Montenegro y Janaisa Morandin[41][42]

## Récord en artes marciales mixtas
| Resultado | Récord | Oponente                   | Método                                    | Evento                                 | Fecha                    | Ronda | Tiempo | Localización                | Notas                                                                     |
| --------- | ------ | -------------------------- | ----------------------------------------- | -------------------------------------- | ------------------------ | ----- | ------ | --------------------------- | ------------------------------------------------------------------------- |
| Victoria  | 21-3   | Amanda Lemos               | Sumisión (barra de brazo)                 | UFC on ESPN: Lemos vs. Jandiroba       | 20 de julio de 2024      | 2     | 4:48   | Las Vegas, Nevada           | Actuación de la Noche.                                                    |
| Victoria  | 20-3   | Loopy Godínez              | Decisión (unánime)                        | UFC on ESPN: Blanchfield vs. Fiorot    | 30 de marzo de 2024      | 3     | 5:00   | Atlantic City, Nueva Jersey |                                                                           |
| Victoria  | 19-3   | Marina Rodriguez           | Decisión (unánime)                        | UFC 288                                | 6 de mayo de 2023        | 3     | 5:00   | Newark, Nueva Jersey        |                                                                           |
| Victoria  | 18-3   | Angela Hill                | Decisión (unánime)                        | UFC on ESPN: Błachowicz vs. Rakić      | 14 de mayo de 2022       | 3     | 5:00   | Las Vegas, Nevada           |                                                                           |
| Derrota   | 17-3   | Amanda Ribas               | Decisión (unánime)                        | UFC 267                                | 30 de octubre de 2021    | 3     | 5:00   | Abu Dhabi                   |                                                                           |
| Victoria  | 17-2   | Kanako Murata              | TKO (lesión en el brazo)                  | UFC on ESPN: The Korean Zombie vs. Ige | 19 de junio de 2021      | 2     | 5:00   | Las Vegas, Nevada           |                                                                           |
| Derrota   | 16-2   | Mackenzie Dern             | Decisión (unánime)                        | UFC 256                                | 12 de diciembre de 2020  | 3     | 5:00   | Las Vegas, Nevada           |                                                                           |
| Victoria  | 16-1   | Felice Herrig              | Sumisión (barra de brazo)                 | UFC 252                                | 15 de agosto de 2020     | 1     | 1:44   | Las Vegas, Nevada           | Actuación de la Noche.                                                    |
| Victoria  | 15-1   | Mallory Martin             | Sumisión (estrangulamiento por detrás)    | UFC on ESPN: Overeem vs. Rozenstruik   | 7 de diciembre de 2019   | 2     | 1:16   | Washington D. C.            |                                                                           |
| Derrota   | 14-1   | Carla Esparza              | Decisión (unánime)                        | UFC Fight Night: Jacaré vs. Hermansson | 27 de abril de 2019      | 3     | 5:00   | Sunrise, Florida            |                                                                           |
| Victoria  | 14-0   | Janaisa Morandin           | Sumisión (estrangulamiento del brazo)     | Invicta FC 31: Jandiroba vs. Morandin  | 1 de septiembre de 2018  | 2     | 2:23   | Kansas City, Misuri         | Defendió el Campeonato de Peso Paja de Invicta FC. Actuación de la Noche. |
| Victoria  | 13-0   | Mizuki Inoue               | Decisión (dividida)                       | Invicta FC 28: Mizuki vs. Jandiroba    | 24 de marzo de 2018      | 5     | 5:00   | Salt Lake City, Utah        | Ganó el Campeonato de Peso Paja de Invicta FC.}}                          |
| Victoria  | 12-0   | Amy Montenegro             | Sumisión (barra de brazo)                 | Invicta FC 26: Maia vs. Niedwiedz      | 8 de diciembre de 2017   | 1     | 2:50   | Kansas City, Misuri         | Actuación de la Noche.                                                    |
| Victoria  | 11-0   | Ericka Almeida             | Decisión (dividida)                       | Fight 2 Night 2                        | 28 de abril de 2017      | 3     | 5:00   | Foz do Iguaçu               |                                                                           |
| Victoria  | 10-0   | Suiane Teixeira dos Santos | Sumisión (barra de brazo)                 | MMA Pro 12                             | 26 de noviembre de 2016  | 1     | 0:46   | Serrinha                    |                                                                           |
| Victoria  | 9-0    | Lisa Ellis                 | Sumisión (estrangulamiento por detrás)    | Fight 2 Night                          | 4 de noviembre de 2016   | 1     | 2:21   | Río de Janeiro              |                                                                           |
| Victoria  | 8-0    | Cristiane Lima Silva       | Sumisión (estrangulamiento por detrás)    | Fight On 3                             | 30 de julio de 2016      | 1     | 2:34   | Salvador                    |                                                                           |
| Victoria  | 7-0    | Anne Karoline Nascimento   | Sumisión (barra de brazo)                 | Circuito MNA de MMA 2                  | 9 de abril de 2016       | 2     | 3:29   | Seabra                      | Ganó el vacante Campeonato de Peso Paja de Circuito MNA de MMA.           |
| Victoria  | 6-0    | Aline Sattelmayer          | Decisión (unánime)                        | The King of Arena Fight 2              | 14 de noviembre de 2015  | 3     | 5:00   | Alagoinhas                  | Regreso al peso paja.                                                     |
| Victoria  | 5-0    | Cristiane Lima Silva       | Sumisión (estrangulamiento por detrás)    | Velame Fight Combat 4                  | 12 de septiembre de 2015 | 1     | 2:53   | Feira de Santana            | Combate de peso acordado (121 libras).                                    |
| Victoria  | 4-0    | Carla Ramos                | Sumisión (estrangulamiento por triángulo) | Banzay Fight Championship 2            | 16cde mayo de 2015       | 1     | 1:50   | Candeias                    | Combate de peso mosca.                                                    |
| Victoria  | 3-0    | Camila Lima                | Sumisión (estrangulamiento por detrás)    | MMA Super Heroes 7                     | 15 de noviembre de 2014  | 2     | 4:30   | São Paulo                   | Combate de peso paja.                                                     |
| Victoria  | 2-0    | Gina Brito Silva Santana   | Sumisión (estrangulamiento por detrás)    | The Iron Fight 2                       | 21 de diciembre de 2013  | 3     | N/A    | Euclides da Cunha           |                                                                           |
| Victoria  | 1-0    | Joana Santana              | Sumisión (estrangulamiento por detrás)    | Premier Fight League 10                | 15 de junio de 2013      | 1     | 0:41   | Serrinha                    |                                                                           |